# Нижньовартовськ – Кузбас
Нижньовартовськ – Кузбас – газопровід у Західному Сибіру.
В 1975 – 1981 роках в районі Нижньовартовська ввели в дію шість черг Нижньовартовського та Білозерного газопереробних заводів. Одним з напрямків використання підготованого тут товарного газу стали поставки у південно-східному напрямку, до промислового центра на півдні Західного Сибіру. Для цього в 1977-му ввели в дію газопровід Нижньовартовський ГПЗ – Кузбас довжиною 1162 км та діаметром 1020 мм. За кілька років до нього стала можливою подача продукції Білозерного ГПЗ, для чого призначена перемичка довжиною 44 км та все тим же діаметром 1020 мм.
Прропускна здатність газопроводу понад 8 млрд м3 на рік.  Перекачування ресурсу забезпечують компресорні станції «Александрівська», «Вертикос», «Парабель», «Чажемто», «Володіно», «Проскоково». 
Траса газопроводу проходить повз Томськ, Кемерово, Новокузнецьк, крім того, в 1980-му ввели в дію відгалуження Проскоково – Новосибірськ довжиною 154 км та діаметром 720 мм, яке в подальшому подовжили ділянкою Новосибірськ – Барнаул.
Можливо відзначити, що наприкінці 1980-х виник ще один маршрут поставки блакитного палива до Новосибірської та Кемеровської областей – газопровід СРТО – Омськ, завершальна ділянка якого Новосибірськ – Проскоково – Новокузнецьк прямує паралельно Нижньовартовськ – Кузбас.
Наприкінці 1990-х в Томській області почали розвиток газовидобутку, при цьому видачу продукції організували до системи Нижньовартовськ – Кузбас за допомогою газопроводів Мильджинське – Вертикос та Лугінецьке – Парабель. Поява на маршруті додаткового ресурсу призвела до спорудження лупінгу довжиною 317 км та діаметром 1020 мм, який починається перед компресорною станцією Вертикос та завершується після компресорної станції Володіно, незадовго перед Томськом.
Великими споживачами протранспортованого по системі газу можуть бути завод метанолу у Томську, завод азотної хімії у Кемерово, Сєвєрська ТЕЦ, Томська ТЕЦ-3, частина котлів Новокемеровської ТЕЦ, водогрійні котли та газотурбінні установки Кузнецької ТЕЦ, Західно-Сибірська ТЕЦ, ТЕЦ Кузнецького металургійного комбінату.